# تشارلي ساكستون
تشارلي ساكستون (بالإنجليزية: Charlie Saxton)‏ هو ممثل أمريكي، ولد في 1990 في الولايات المتحدة.

## أعمال

### أفلام
- (2009) العظام المحبوبة[4][5]
- (2010) اثنا عشر[6]

### مسلسلات
- بيتاس
- صائد الغيلان

## وصلات خارجية
- تشارلي ساكستون على موقع IMDb (الإنجليزية)
- تشارلي ساكستون على موقع ألو سيني (الفرنسية)
- تشارلي ساكستون على موقع قاعدة بيانات الفيلم (الإنجليزية)